# Obliquus-superior-Myokymie

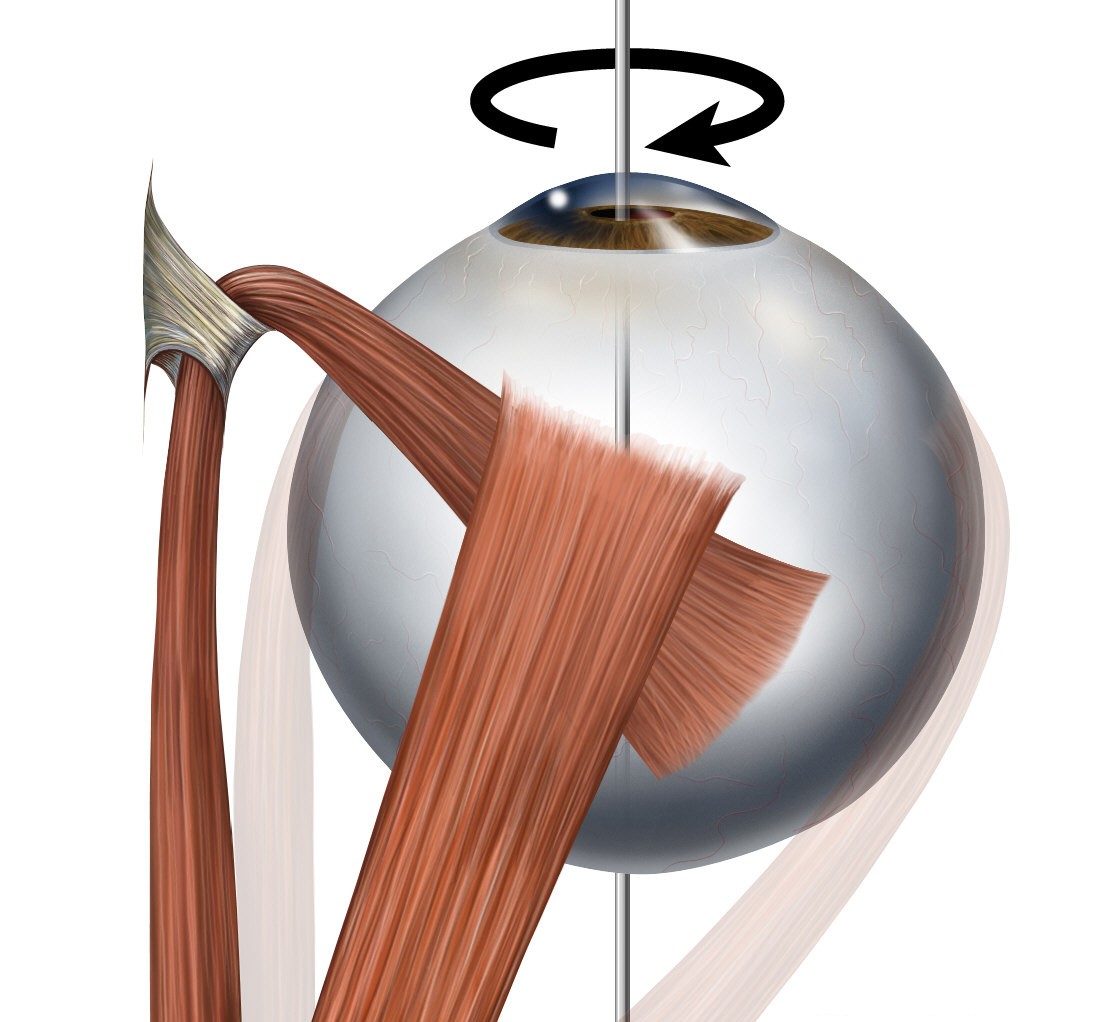
Links: der Musculus obliquus superior des rechten Auges

Die Obliquus-superior-Myokymie (von griechisch μῦς mŷs „Muskel“ und κῦμα kŷma „Welle“) ist eine sehr seltene Form eines Augenzitterns. Es handelt sich hierbei um einen episodisch auftretenden, einseitigen Mikrotremor des oberen schrägen Augenmuskels (Musculus obliquus superior). Dieser wird durch unkontrollierte Aktivitäten einzelner Fasern des ihn versorgenden IV. Hirnnerven, des Nervus trochlearis ausgelöst. Eine Obliquus-superior-Myokymie ist nicht zu verwechseln mit einer anderen krankhaften Form von Augenzittern, dem Nystagmus.

## Symptomatik

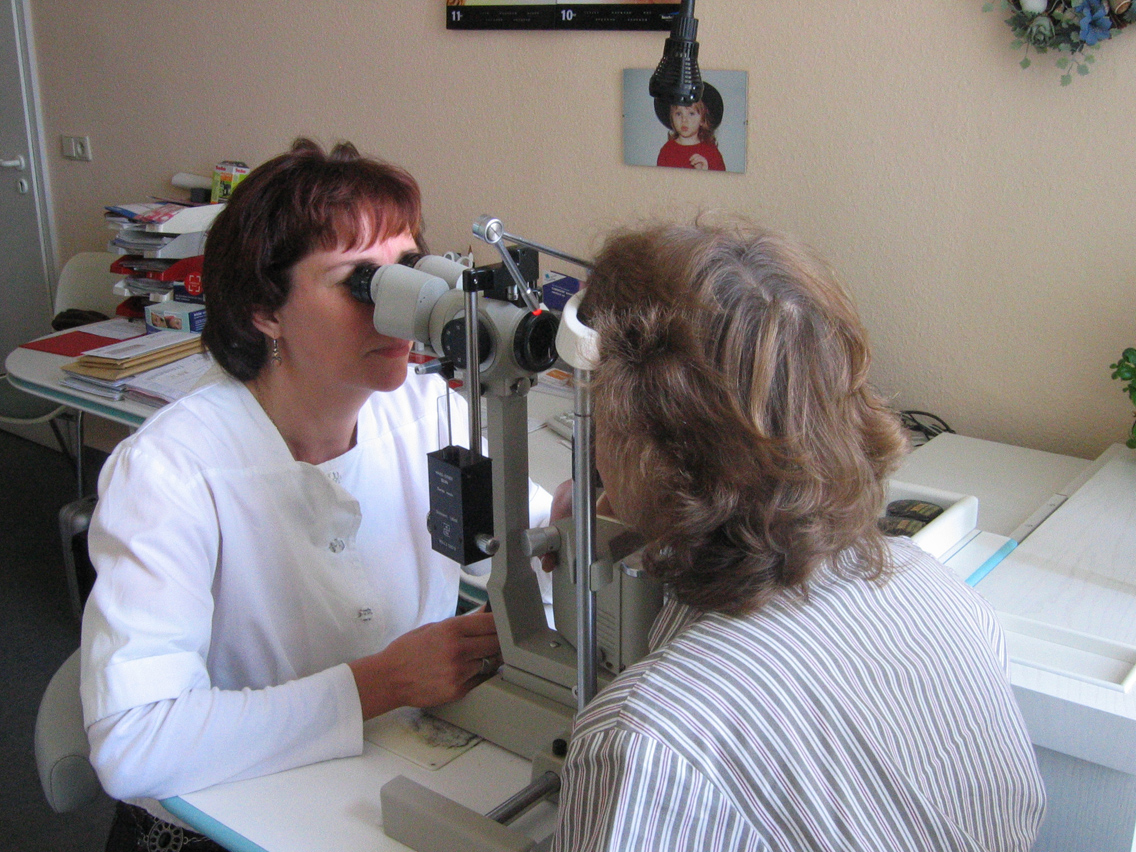
Untersuchung an der Spaltlampe

Am betroffenen Auge tritt ein sehr feines, je nach Blickrichtung vertikales oder rotierendes Zittern auf. Diese Attacken halten einige Sekunden lang an, können mehrmals täglich auftreten und werden von den Patienten meist selbst deutlich gespürt. Gleichzeitig nehmen sie Scheinbewegungen (Oszillopsien) und verkippte Doppelbilder (Diplopie) wahr. Die Beschwerden werden deshalb mitunter sehr intensiv empfunden. Zwischen den Anfällen ist der Befund jedoch meist völlig normal.
Manchmal lässt sich der Tremor durch Blick nach unten provozieren und durch Aufblick hemmen. Zwar ist er während des Abblicks für den Untersuchenden kaum zu erkennen, da er in den Aktivitäten der normal innervierten Muskelfasern untergeht; schauen die Patienten aber wieder geradeaus, so sind die betroffenen Nervenfasern durch die vorausgegangene Blicksenkung immer noch erregt, und die Chancen steigen das Zittern wahrzunehmen. Gleichwohl sind die Bewegungen auf Grund ihrer geringen Amplitude und hohen Frequenz häufig nur mit Hilfe einer speziellen augenärztlichen Apparatur (Spaltlampe) auszumachen.
Obwohl der betroffene Muskel in seltenen Fällen Lähmungserscheinungen zeigen kann, treten in der Regel keine weiteren neurologischen Störungen auf.
Die Patienten beschreiben meist sehr typische und für die Krankheit charakteristische Symptome. Trotzdem werden sie nicht selten für Hysteriker gehalten. Eine korrekte Diagnose könnte leicht gestellt werden, wenn man an sie denken würde.

## Ursachen
Die Obliquus-superior-Myokymie ist eine gutartige Erkrankung, deren Ursache bislang noch nicht sicher geklärt ist. Wahrscheinlich wird sie durch einen Druck der hinteren Gehirnschlagader (Arteria cerebri posterior) auf den Nervus trochlearis ausgelöst.
Darüber hinaus wurden je ein gleichzeitiger Fall von Bleivergiftung und Adrenoleukodystrophie beschrieben. Das Zusammentreffen dieser Krankheiten könnte aber auch rein zufällig gewesen sein. Weiter wurde ein zeitgleicher Fall von Epilepsie dokumentiert.
Das Ergebnis einer speziellen neurologischen Untersuchungsreihe mittels Magnetresonanztomographie (MRT) erhärtete die Vermutung, dass die Störung durch Druck auf den Nerv verursacht werden könnte. Seitdem wird darüber diskutiert, die Obliquus-superior-Myokymie als so genanntes neurovaskuläres Kompressionssyndrom zu klassifizieren.

## Therapie und Prognose

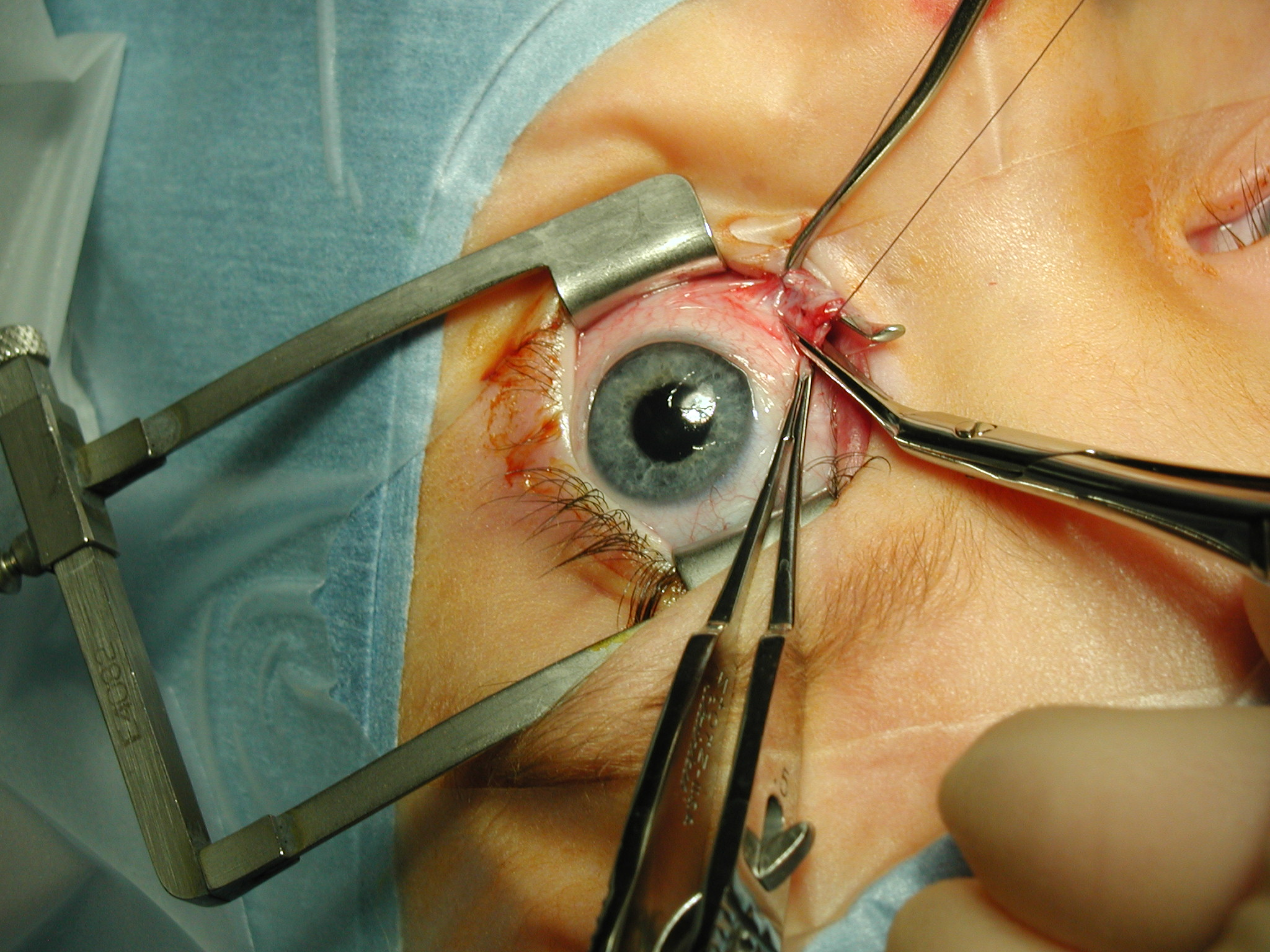
Augenmuskeloperation

Obwohl die Obliquus-superior-Myokymie in vielen Fällen von selbst wieder verschwinden kann, wird die Spontanheilungsrate als gering bezeichnet. Bei ausgeprägten subjektiven Beschwerden kann eine medikamentöse Behandlung mit dem membranstabilisierenden Carbamazepin (Tegretal) oder mit Betarezeptorenblockern (Propranolol, Betaxolol) in Frage kommen. Das Verhältnis von Wirkung und Nebenwirkung dieser Medikamente ist im vorliegenden Fall jedoch eher ungünstig. Wenn auch nach monatelanger Therapie keine Besserung eintritt, hilft gegebenenfalls eine operative Durchtrennung und Exzision der Sehne des M. obliquus superior. Die daraus resultierende Lähmung kann danach durch weitere Eingriffe an den anderen Augenmuskeln meist zufriedenstellend ausgeglichen werden. Das Ergebnis bleibt jedoch eine Defektheilung. Diese vergleichsweise radikale Behandlung scheint deshalb notwendig, weil eine halbherzige Schwächung des betroffenen Muskels aller Erfahrung nach leicht zum Wiederauftreten (Rezidiv) der Krankheit führt.
Die neurochirurgische Entlastung (mikrovaskuläre Dekompression) des Nervus trochlearis kann in manchen Fällen eine Alternative sein. Hiermit wurden bereits entsprechende Erfolge erzielt, wodurch ebenfalls die Hypothese gestützt wird, nach der eine Obliquus-superior-Myokymie durch Druck auf den Nerv hervorgerufen wird.